# اکسل کروزه
اکسل کروزه (انگلیسی: Axel Kruse؛ زادهٔ ۲۸ سپتامبر ۱۹۶۷) بازیکن فوتبال اهل آلمان است.
از باشگاه‌هایی که در آن بازی کرده‌است می‌توان به باشگاه فوتبال بازل، باشگاه فوتبال اشتوتگارت، باشگاه فوتبال هرتابرلین، باشگاه فوتبال هانزا روستوک، و باشگاه فوتبال آینتراخت فرانکفورت اشاره کرد.
وی همچنین در تیم‌های ملی فوتبال آلمان شرقی و زیر ۲۱ سال آلمان شرقی بازی کرده‌است.